# Paradiso – Sieben Tage mit sieben Frauen
Paradiso – Sieben Tage mit sieben Frauen ist ein deutscher Film aus dem Jahr 1999. Regie führte Rudolf Thome.

## Inhalt
Der Film spielt im Sommer 1999. Wichtige zeitgeschichtliche Ereignisse, die in dem Film eine Rolle spielen, sind die Sonnenfinsternis und der Kosovo-Krieg.
Der Komponist Adam Bergschmidt feiert seinen 60. Geburtstag in seinem Landhaus in Mecklenburg-Vorpommern. Dazu hat er sieben Frauen und deren Familien eingeladen. Mit diesen Frauen war er entweder verheiratet oder befreundet. Unter den Frauen befinden sich die Sopranistin Lucia, die Nonne Berenice, sein Sohn Billy, der Friedensforscher ist und per E-Mail in Kontakt mit dem damaligen Außenminister Joschka Fischer steht. Mit diesem hat er sich vor 30 Jahren zerstritten. Ferner gehören der Geburtstagsgesellschaft Eva, Lulu, Lilith und Marion an.
Während der gemeinsamen Feierlichkeiten kommt es zu Konflikten, die am Ende wieder aufgelöst werden. Die Geburtstagsgesellschaft unternimmt außerdem einen gemeinsamen Busausflug zu einem Konzert mit einem anschließenden Besuch eines Volksfestes.
Auf diesem Volksfest lässt sich Adam von einer Wahrsagerin seine Zukunft voraussagen, wobei ihm gesagt wird, dass er einer neuen Frau begegnen werde, ihm aber seine Ehefrau tief verbunden sei. Adam nimmt diese Voraussage jedoch nicht ernst.
Als sie wieder in das Haus zurückkehren, kommt es zwischen Berenice und Adam zu einem Gespräch über Spiritualität. Bei einem Glas Wein versöhnen sich Adam und Billy.
Nachdem ein Unbekannter 60 Pappeln bestellt hat, pflanzt die Geburtstagsgesellschaft diese Pappeln auf Adams Grundstück. Sie scherzen darüber, dass ein Mann in seinem Leben ein Haus bauen, einen Baum pflanzen und einen Sohn zeugen müsse. Danach kommt es zu einem geselligen Picknick.
Nachdem die Gäste abgereist sind, kehrt in der Nacht Eva zu Adam zurück, da sie ihren Eisprung habe und von ihm schwanger werden wolle.
Einige Monate später erfährt Eva, dass sie von Adam schwanger ist und ein Mädchen erwartet.

## Kritik
Der Spiegel resümiert über den Film: „Somit ist Ödipus Genüge getan und Rudolf Thome verzichtet dankenswerterweise auf weiteres Psychologisieren. Stattdessen gewährt er seinen Darstellen genügend Zeit, sich in dem zunächst befremdlichen Arrangement zurechtzufinden.“
Auch das Lexikon des internationalen Films kommt zu einem positiven Fazit, denn „[a]m Ende der wohl kalkulierten, ironisch gebrochenen Versuchsanordnung über Vergangenheit und Gegenwart stehen neue Hoffnungen für die Zukunft.“ Weiter bemerkt es: „Getragen wird der Film von der sommerlichen Atmosphäre der flachen Landschaft, die sich im unkomplizierten Beziehungsgeflecht der Protagonisten widerspiegelt.“ Und schlussfolgert: „Die behutsame Lebens- und Liebesphilosophie überzeugt durch subtilen Humor und das authentische Spiel der Schauspieler.“